# Heysel/Heizel
Heysel/Heizel – stacja metra w Brukseli, na linii 6. Znajduje się w gminie Laeken. Zlokalizowana jest pomiędzy stacjami Houba-Brugmann i Roi Baudouin/Koning Boudewijn. Została otwarta 25 sierpnia 1998.